# Calvary Cemetery (Queens)

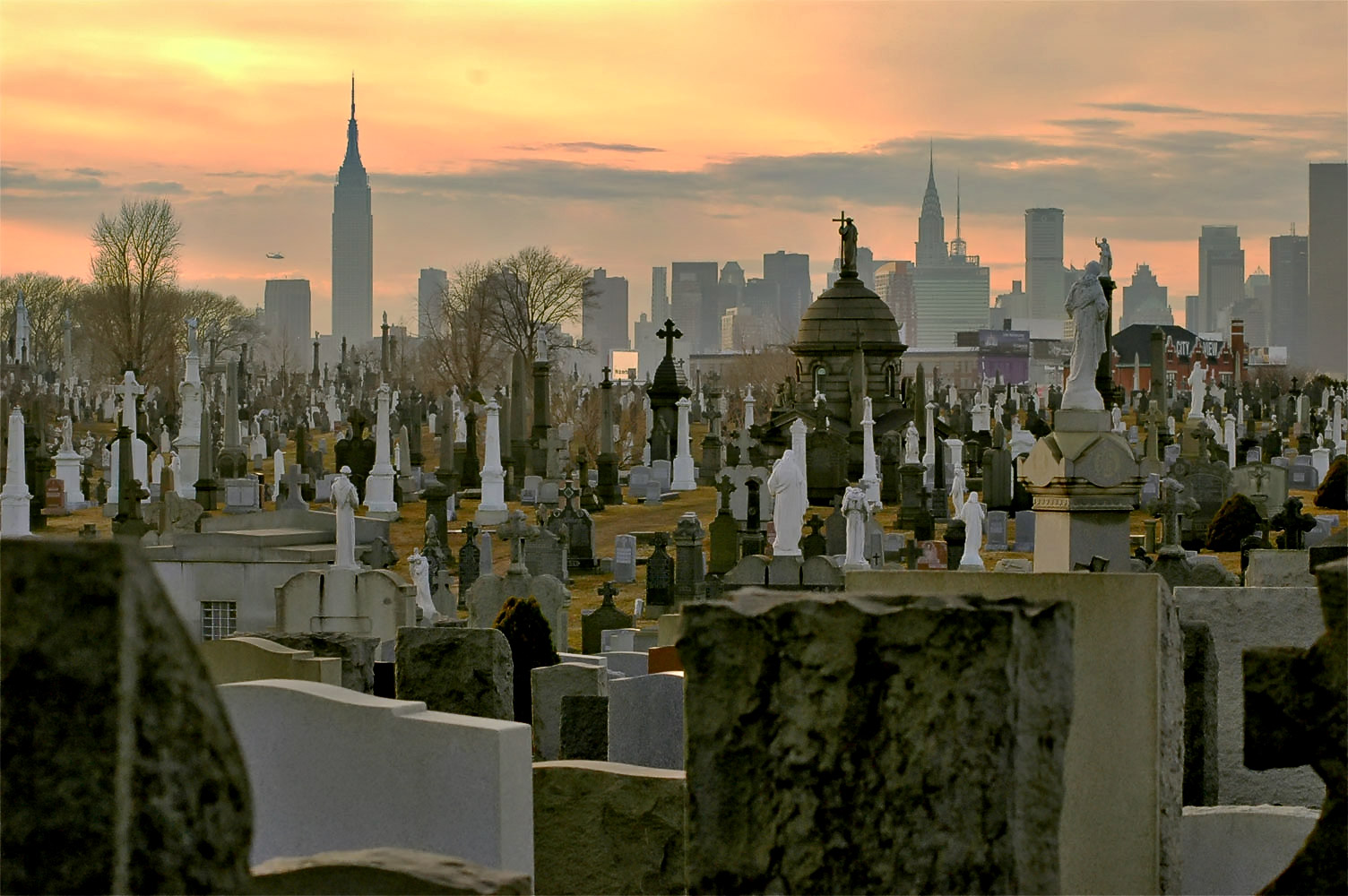
Calvary Cemetery

Calvary Cemetery ist ein katholischer Friedhof in den Stadtteilen Maspeth und Woodside im Bezirk Queens, New York City. Mit etwa drei Millionen Bestattungen ist er der Friedhof mit der größten Anzahl an Beisetzungen in den Vereinigten Staaten.

## Geschichte
Der Friedhof wurde 1848 gegründet, nachdem die Trustees der Old St. Patrick’s Cathedral in Manhattan aufgrund von Platzmangel und den Folgen von Choleraepidemien neues Begräbnisland suchten. Die ersten 71 Acres wurden 1845 erworben. Calvary Cemetery wurde nach dem biblischen Berg Golgatha (englisch: Calvary) benannt. Die erste Beisetzung erfolgte am 31. Juli 1848. Bereits in den ersten Jahren wurden täglich bis zu 50 Menschen beigesetzt, viele davon irische Einwandererkinder. Bis 1907 waren bereits etwa 850.000 Menschen bestattet.

## Lage und Aufbau
Calvary Cemetery erstreckt sich über 148 Hektar und ist in vier Abschnitte unterteilt. Der älteste Teil, „First Calvary“ oder „Old Calvary“, liegt westlich der Brooklyn–Queens Expressway. Die weiteren Abschnitte, „Second“, „Third“ und „Fourth Calvary“, werden zusammen als „New Calvary“ bezeichnet. Die Friedhofskapelle ist dem heiligen Papst Kalixt gewidmet und wurde 1908 aus Kalkstein neu errichtet.

## Eigentum und Verwaltung
Der Friedhof befindet sich im Besitz der Erzdiözese New York und wird von den Trustees der St. Patrick’s Cathedral verwaltet.

## Besonderheiten
Im ältesten Abschnitt befindet sich der Calvary Veterans Park mit dem Calvary Monument, das 1866 zu Ehren des 69. Regiments errichtet wurde. Der Friedhof ist letzte Ruhestätte zahlreicher bekannter Persönlichkeiten und bietet weiterhin neue Grabstätten an.